# Marshville
Marshville é uma cidade  localizada no estado norte-americano de Carolina do Norte, no Condado de Union.

## Demografia
Segundo o censo norte-americano de 2000, a sua população era de 2360 habitantes.
Em 2006, foi estimada uma população de 2969, um aumento de 609 (25.8%).

## Geografia
De acordo com o United States Census Bureau tem uma área de
5,3 km², dos quais 5,3 km² cobertos por terra e 0,0 km² cobertos por água. Marshville localiza-se a aproximadamente 151 m acima do nível do mar.

## Localidades na vizinhança
O diagrama seguinte representa as localidades num raio de 20 km ao redor de Marshville.